# Aabenraa Provsti
Aabenraa Provsti er et provsti i Haderslev Stift.  Provstiet ligger i Aabenraa Kommune.
Aabenraa Provsti består af 20 sogne med 23 kirker, fordelt på 16 pastorater.

## Pastorater
| Pastorater i Aabenraa Provsti | Pastorater i Aabenraa Provsti | Pastorater i Aabenraa Provsti |
| ----------------------------- | ----------------------------- | ----------------------------- |
| Bjolderup-Uge Pastorat        | Bov Pastorat                  | Bylderup-Burkal Pastorat      |
| Ensted Pastorat               | Felsted Pastorat              | Hellevad-Egvad Pastorat       |
| Hjordkær Pastorat             | Holbøl Pastorat               | Kliplev Pastorat              |
| Løjt-Genner Pastorat          | Ravsted Pastorat              | Rise Pastorat                 |
| Tinglev Pastorat              | Varnæs Pastorat               | Øster Løgum Pastorat          |
| Aabenraa Pastorat             |                               |                               |

## Sogne
| Sogne i Aabenraa Provsti | Sogne i Aabenraa Provsti | Sogne i Aabenraa Provsti |
| ------------------------ | ------------------------ | ------------------------ |
| Bjolderup Sogn           | Bov Sogn                 | Burkal Sogn              |
| Bylderup Sogn            | Egvad Sogn               | Ensted Sogn              |
| Felsted Sogn             | Genner Sogn              | Hellevad Sogn            |
| Hjordkær Sogn            | Holbøl Sogn              | Kliplev Sogn             |
| Løjt Sogn                | Ravsted Sogn             | Rise Sogn                |
| Tinglev Sogn             | Uge Sogn                 | Varnæs Sogn              |
| Øster Løgum Sogn         | Aabenraa Sogn            |                          |